# 化順
化順（1000年正月—十月）是北宋益州地方起義領袖王均的年號，共10個月。

## 改元
- 1000年——正月一日，王均建國大蜀，改元化順。[4][5][6]十月一日，王均自縊而死。[7]

## 紀年對照表
| 化順 | 元年   |
| ---- | ------ |
| 西元 | 1000年 |
| 干支 | 庚子   |

## 同期存在的其他政權年號
- 中國
  - 咸平（998年－1003年）：宋—宋真宗趙恒之年號
  - 統和（983年－1012年）：遼—遼聖宗耶律隆緒之年號
  - 天壽（999年－1001年或1005年）：于闐之年號
  - 明治（997年－1005年）：大理—段素英之年號
- 越南
  - 應天（994年－1007年）：前黎朝—黎桓、黎龍鉞、黎龍鋌之年號
- 日本
  - 長保（999年－1004年）：一條天皇之年号

## 參看
- 中國年號索引